# Reichskreis

Die 10 Reichskreise Mitte des 16. Jahrhunderts:
Burgundischer Kreis
Westfälischer Kreis
Niedersächsischer Kreis
Obersächsischer Kreis
Fränkischer Kreis
Oberrheinischer Kreis
Schwäbischer Kreis
Bayerischer Kreis
Österreichischer Kreis
Kurrheinischer Reichskreis
Kreisfreie Gebiete

Die Reichskreise waren übergeordnete territoriale Einheiten des Heiligen Römischen Reiches, die mehrere Landesherrschaften umfassten – zunächst mit Ausnahme der Kurfürstentümer und der habsburgischen Erblande. Sie wurden ab 1500 im Zuge der Reichsreform Maximilians I. geschaffen, um die Verwaltung des Reichs durch das Reichsregiment zu verbessern, und bestanden bis 1806. Die Reichskreise waren eine Institution der Reichsverfassung und Selbstverwaltungskörper mit Satzungsrecht.

## Entstehung

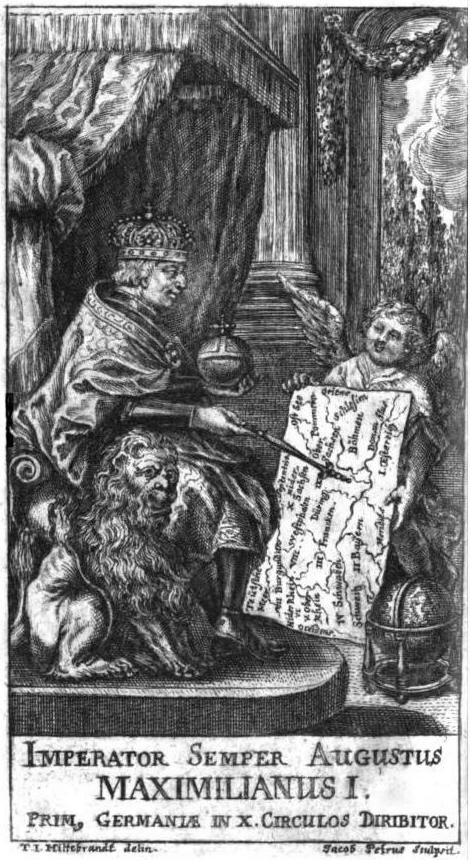
Maximilian I. bei der Einteilung der Reichskreise (Titelbild zu Tromsdorffs Geographie von ganz Teutschland, 1711)

Das Heilige Römische Reich als Ganzes hatte weder eine zentrale Verwaltung noch eine militärische Exekutive, es bildete im Lauf der Frühen Neuzeit weder eine zentrale Bürokratie noch ein stehendes Heer aus, also das, was moderne Staaten kennzeichnet. Zur Durchführung von Maßnahmen, für die das Reich als Ganzes zu groß und einzelne Reichsstände zu klein waren, wurden stattdessen seit 1495 bzw. 1521 die so genannten Reichskreise geschaffen, d. h. das Gebiet des Reiches wurde in geographische Kreise eingeteilt, die aus Territorien mehrerer Reichsglieder bestanden und für die regionale Durchführung reichspolitischer Entscheidungen zuständig waren (Besetzung des Reichskammergerichts, Exekution von Reichsgerichtsurteilen, Landfriedenswahrung, Verteidigung nach außen).
König Sigismund unterbreitete 1415 in Konstanz einen Kreisentwurf, der vier Bezirke (Rheinland, Schwaben, Franken sowie Mitteldeutschland) mit je einem Kreishauptmann und gegenseitiger Beistandspflicht vorsah.
Auf dem Augsburger Reichstag von 1500 wurde zur Durchführung der Reichsexekution gegen Landfriedensbrecher wie auch zur Vollstreckung der Reichskammergerichtsurteile eine Reichsexekutionsordnung geschaffen. Das Reich wurde dazu in sechs Kreise (ohne die Territorien der Kurfürsten) eingeteilt als Wahlbezirke für ein Drittel der Assessoren (Richter) am Reichskammergericht. Auf dem Reichstag 1512 in Trier wurden die sechs Kreise als Mittel des Reichsregiments errichtet. Auf dem Reichstag zu Worms 1521 wurde das Reichsregiment erneut bestätigt und auch die Territorien der Kurfürsten wurden als Reichskreise benannt (II § 1 bis 10 der Erklärung des Landfriedens).

## Einteilung
Die Kreise wurden ursprünglich nur mit Nummern versehen. Später erhielten sie Bezeichnungen, die ihrer geographischen Einteilung entsprachen. Die ersten sechs, im Jahr 1500 gebildeten Kreise waren:
- der Bayerische Reichskreis (ursprünglich Nummer 2[4])
- der Fränkische Reichskreis (ursprünglich Nummer 1[5])
- der Oberrheinische Reichskreis (ursprünglich Nummer 4[6])
- der Sächsische Reichskreis (ursprünglich Nummer 6[7])
- der Schwäbische Reichskreis (ursprünglich Nummer 3[8])
- der Niederrheinisch-Westfälische Reichskreis (ursprünglich Nummer 5[9])

1512 kamen drei weitere dazu:
- der Burgundische Reichskreis
- der Kurrheinische Reichskreis
- der Österreichische Reichskreis

1512 wurde zudem der Sächsische Reichskreis aufgeteilt in:
- den Niedersächsischen Reichskreis
- den Obersächsischen Reichskreis

Außerdem existierten:
- Nicht eingekreiste zum Heiligen Römischen Reich zugehörige Territorien und Stände

Mit der Schaffung der vier zusätzlichen Reichskreise im Jahre 1512 wurden nun auch die habsburgischen Erblande (Burgundischer und Österreichischer Reichskreis) und die Kurfürstentümer (Kurrheinischer und Obersächsischer Reichskreis) in die Kreisverfassung eingebunden. Der bisherige Sächsische Reichskreis trat einige Reichsstände an den neuen Obersächsischen Reichskreis ab und wurde hierdurch zum Niedersächsischen Reichskreis. Außerhalb der Kreiseinteilung blieben bis zum Ende des Reiches das Königreich und Kurfürstentum Böhmen mit den zugehörigen Gebieten Schlesien, Lausitz und Mähren. Ebenso nicht eingebunden wurden die Schweizerische Eidgenossenschaft, die Reichsritterschaft, die Lehensgebiete in Reichsitalien und einige Reichsherrschaften, wie z. B. Jever und die Bauernrepublik Dithmarschen.
Zwei Reichskreise waren kaiserlich-habsburgisch dominiert (Österreich, Burgund), zwei weitere kurfürstlich (Kurrhein, Obersachsen), während die übrigen sechs einen vielständig-genossenschaftlichen Charakter besaßen.

## Zusammensetzung der Kreise
Die einzelnen Kreise waren zu keiner Zeit hinsichtlich ihrer Größe, ihrer politischen Bedeutung oder wirtschaftlichen Macht homogene Gebilde. Dies ergab sich aus ihrer Zusammensetzung.
Jeder Kreis bestand aus einer anderen Zahl von Reichsständen, die selbst wiederum unterschiedliche Größen und damit Bedeutung hatten. So bestand 1532 zum Beispiel das Gebiet des Burgundischen Reichskreises aus drei voneinander zum Teil weit getrennten Räumen, aber vor allem aus dem Reichsstand „Herzogtum Burgund“ neben nur vier kleineren Grafschaften; im Österreichischen Kreis waren neben dem beherrschenden Erzherzogtum Österreich noch vier Bistümer (Hochstifte), zwei Balleien und vier kleinere Grafschaften zusammengefasst. Das Gegenstück bildeten der Fränkische Reichskreis mit drei Hochstiften, dem Deutschmeister des Deutschen Ordens, zwei Prälaten (Klöstern), 12 Grafen und Herren sowie fünf Reichsstädten und der Schwäbische Reichskreis mit dem Herzogtum Württemberg, drei Hochstiften, 36 Prälaten, 27 Grafen und Herren sowie 35 Reichsstädten.
Auch die politische Entwicklung bis 1806 machte sich bemerkbar. So verlor der Oberrheinische Kreis durch die französische Expansionspolitik immer mehr Gebiete und Stände im Westen. In anderen Kreisen übernahmen mächtige Stände die Gebiete und Rechte kleinerer Herrschaften und waren oft in mehreren Kreisen gleichzeitig vertreten, so die Hohenzollern gleichzeitig im Obersächsischen Kreis mit der Mark Brandenburg, im Niedersächsischen und im Niederrheinisch-Westfälischen Kreis mit dem Herzogtum Kleve.
Mit dem König von Dänemark als Herzog von Holstein im Niedersächsischen Kreis war von Anfang an ein nichtdeutscher Fürst in einem Reichskreis vertreten. Nach dem Dreißigjährigen Krieg kam auch der König von Schweden mit Schwedisch-Pommern im Obersächsischen Kreis und mit dem Herzogtum Bremen im Niedersächsischen Kreis hinzu.

## Funktion der Kreise
Die ursprünglichen sechs Reichskreise dienten zuerst als Wahlbezirk für das Reichsregiment. Später kamen die Aufgaben hinzu, die Urteile des Reichskammergerichts zu vollstrecken, die Aufsicht über das Münzwesen zu führen sowie vor allem die Kontingente für die Reichsarmee aufzustellen und zu unterhalten. Da für diese neuen Aufgaben das Reich flächendeckend in Kreisen erfasst werden musste, wurden die vier neuen Reichskreise geschaffen. Vorher war es nicht notwendig gewesen, die Kurfürstentümer und die habsburgischen Besitzungen einem Kreis zuzuordnen, da sowohl die Kurfürsten als auch der stets habsburgische Kaiser immer im Reichsregiment vertreten waren.
Diese Aufgaben vermochten die sechs bzw. später zehn Reichskreise aber erst allmählich zu erfüllen. So wurde auf dem Reichstag von Worms im Jahre 1521 eine Landfriedensordnung verabschiedet, die mit einer 1522 verabschiedeten Exekutionsordnung des Reichsregiments die Reichskreise veranlasste, die notwendigen Voraussetzungen für die Wahrung des Landfriedens zu erfüllen. Hierzu zählten insbesondere Koordinierungs- und Leitungsfunktionen im Heiligen Römischen Reich bei der Umsetzung der „guten Policey“, die seit dem Ende des 15. Jahrhunderts zunehmenden Einfluss auf die Territorialpolitik der Kreisstände hatte.
Durch die allmähliche Zunahme der Aufgabenbereiche der Reichskreise waren diese ab Mitte des 16. Jahrhunderts für die Grenzsicherung und durch mehrere Reichstagsbeschlüsse 1681 und 1682 für die Gestellung von Kontingenten zur Reichsarmee zuständig. So wurden die Reichskreise quasi zur vorher nicht existenten Reichsexekutive, da sie für die Durchsetzung und Kontrolle der von den Reichsorganen getroffenen Entscheidungen zuständig waren, und fungierten als Selbstverwaltung der Kreisstände unabhängig vom Kaiser.
Nach Ansicht „zeitgenössischer Politikwissenschaftler“ waren die Hauptfunktionen des Kreises
- Erhaltung gemeinen Friedens und Ruhe gegen Aufrührer, zusammenrottende Kriegsleute und ausländische Werbungen. Zu der „innerlichen Defension“ (heute würde man es Heimatschutz und Polizeiordnung nennen) kam recht bald die „Kreisverteidigung nach außen“, die Landesverteidigung des Reiches.
- Vollstreckung der „Gerechtigkeit wider die in die Acht Erklärte“, d. h. Exekution der Reichsacht
- Ermäßigung der Matrikularanlagen
- Aufsicht über das Münzwesen
- Beobachtung der Zölle
- Wahl der Beisitzer des Reichskammergerichts und deren Unterhalt
- Exekution der Urteile des Reichskammergerichts[1]

Die politische Bedeutung der Reichskreise blieb allerdings, vor allem im Osten des Reiches, gegenüber den großen landesfürstlichen Territorien immer gering.

## Innere Organisation der Kreise
Wie die Zusammensetzung war die innere Organisation der Kreise unterschiedlich. Die im Folgenden beschriebenen Organe gab es nicht (immer) in allen Kreisen.
Seit 1529 bildeten sich die Kreistage zu Beschluss- und Beratungsgremien ihrer Mitglieder heran. Unabhängig von seiner reichsständischen Zugehörigkeit besaß jedes Mitglied eine Stimme im Kreistag, der unregelmäßig zusammentrat.
Zu diesem Zweck wurde als wichtigstes Amt das des Kreisausschreibenden Fürsten geschaffen. Das Amt, das schon bald teilweise erblich wurde, wurde in einigen Kreisen von einem, in den meisten jedoch von zweien, dem weltlichen und dem geistlichen kreisausschreibenden Fürsten bekleidet. Dabei handelte es sich in der Regel um die ranghöchsten Fürsten des Kreises. Im Schwäbischen Reichskreis waren dies beispielsweise der Bischof von Konstanz und der Herzog von Württemberg, im kurrheinischen Kreis dagegen allein der Kurfürst von Mainz. Die Kreisausschreibenden beriefen ursprünglich die Kreistage ein und führten die Korrespondenz mit den anderen Kreisen. Im Laufe der Zeit entstand daraus eine Art geschäftsführende Rolle, so dass sie beispielsweise auch die Reichsgesetze zur Publikation innerhalb des Kreises versandten.
Der Kreistag wählte den Kreishauptmann (später auch Kreisobrist oder -oberst) und seine Nachgeordneten bzw. Stellvertreter, dessen Aufgabe ursprünglich die Sicherung des Landfriedens und die Durchführung der Exekutionen war. Später kam die Führung der Kreistruppen hinzu, die ihm von den Kreisständen unterstellt wurden. In einigen Kreisen stand später an der Spitze der Truppen ein Kreisgeneral, der Kreisobrist war dann, wenn das Amt überhaupt beibehalten wurde, nur für die Wahrung des Friedens nach innen zuständig.

### Kreistage
Die Kreisversammlungen (Kreistage) wurden von den sogenannten kreisausschreibenden Fürsten einberufen und waren nach Bänken oder Kurien organisiert.
Die Kreistage, d. h. die Versammlung aller Stände bzw. ihrer Gesandten, tagten in unregelmäßigen Abständen, in der Regel allerdings wenigstens ein Mal im Jahr. Alle wichtigen Fragen und Probleme wurden hier diskutiert und soweit möglich nach Abstimmung gelöst. Der Kreistag, für den bei der prinzipiellen Gleichwertigkeit der Stimmen aller das Mehrheitsprinzip galt, war in letzter Instanz das einzige Organ des Kreises, das Schlüsse fassen konnte, die wenigstens in der Theorie alle Stände in die Pflicht nahmen. Die Stände gliederten sich auf ihm in fünf Bänke (geistliche Fürsten, weltliche Fürsten, Prälaten, Grafen und Herren, Städte), die jeweils bankvorsitzende Stände hatten. Diese bildeten die Ordinarideputation, die die Tagesordnungspunkte der Kreistage im kleineren Kreis vorbereitete und so einen gewissen Einfluss auf die Politik des Zirkels nehmen konnte. Das Gleiche gilt für andere Deputationen, die seit der zweiten Hälfte des 16. Jahrhunderts zunehmend für bestimmte Aufgaben, z. B. für die Abhörung der Rechnungen, aus einer Auswahl von Ständen gebildet wurden, sowie für die sogenannten Engeren Kreistage, an denen eine reduzierte Zahl von Ständen beteiligt war. Die letzte Entscheidung über alle Fragen lag aber in jedem Fall beim Kreistag selbst, auf dem nach Ständen und nicht nach Bänken abgestimmt wurde, so dass im Gegensatz zum Reichstag die Bänke keinen übermächtigen Einfluss entfalten konnten.
Das Mehrheitsprinzip war stets umstritten. Immer wieder entzogen sich Stände der Erfüllung eines Kreisabschiedes mit dem Argument, nicht für diesen gestimmt zu haben. Kreisschlüsse bekamen so einen Beigeschmack der Unverbindlichkeit. Solange sich die Verweigerung der Ausführung von Mehrheitsbeschlüssen in Grenzen hielt, gefährdete sie die Funktionstüchtigkeit des Zirkels jedoch nicht. Doch irgendwann wurde der Punkt erreicht, an dem die Beliebigkeit die Handlungsfähigkeit des Kreises beeinträchtigte.
Mit den Kreistagen verfügte der Kreis über eine Institution, die jeder Stand nutzen konnte, um seine Interessen zu artikulieren. Schon in der Formierungsphase des Kreises achteten die Mindermächtigen sehr genau darauf, dass ihnen ihr gleichberechtigtes Stimmrecht nicht genommen wurde. Der Umstand, dass sie sich dabei durchsetzen konnten, hat nicht wenig zum Funktionieren des Zirkels beigetragen.

### Kreisverwaltung
Weiterhin wurden durch die Kreisstände die Zugeordneten (Räte) und das Personal für Kanzlei, Kasse und Archiv bestimmt.
Die Kreise stellten im Verlaufe der Zeit eigene Beamte an: Einen Kreissekretär, Kommissare, Räte, Kanzlisten, Einnehmer, militärisches Spezialpersonal usw. Im Anwachsen des Personals des Zirkels zeigten sich die immer weitergehende Übernahme von Aufgaben und Tätigkeiten sowie das Bewusstsein, nicht etwa nur ein lockeres Koordinationsorgan zu sein, sondern eine supraterritoriale Einheit von Ständen, die gemeinsam tätig wurden und dafür gemeinsames Personal einstellten.
Entscheidend dafür, dass der Kreis nicht zum Instrument einer Vormacht werden konnte, war auch die Wachsamkeit der Stände über die Vergabe der Ämter der Kreisverwaltung und der Armee. Je mehr Aufgaben der Zirkel übernahm und je fester sein Zusammenhalt wurde, um so mehr Kommissare, Offiziere und sonstige Fachleute musste er beschäftigen, um eine einigermaßen funktionierende Administration der Kreisgeschäfte zu garantieren. Zum Teil wurden diese Funktionsträger direkt von den einzelnen Ständen gestellt. Andere Posten wurden von Kreis wegen besetzt, und hier achtete der Kreistag darauf, dass nicht etwa nur Kandidaten eines Standes in Schlüsselposition einrückten, von denen aus sie den Kreis auf kaltem Wege hätten dominieren können. Zudem wurde niemals so viel Kreispersonal eingestellt, dass dieser bei der Umsetzung seiner Beschlüsse auf die Mithilfe der Verwaltungen der einzelnen Stände hätte verzichten können. Auch auf diesem Weg schützten sich die Mindermächtigen vor einer zu starken Beschränkung ihrer Landeshoheit.

### Kreistruppen
Der Wormser Reichstag des Jahres 1521 hatte eine Grundstärke, das simplum, der Reichsarmee von 24000 Mann beschlossen.
Seitdem bezeichnete man die Kontingente der Reichskreise als Kreistruppen, die diese zur Reichsarmee des Heiligen Römischen Reiches tatsächlich stellten. Nach der Reichsdefensionalordnung waren zwar alle Reichskreise verpflichtet, Kontingente zu stellen, aber nicht alle kamen dieser Verpflichtung nach. Die auf dem Wormser Reichstag von 1521 aufgestellte „allzeit neueste Matrikel“ bestimmte das einfache Reichsaufgebot, das „Simplum“, mit 4.202 Reitern und 20.063 Fußknechten, später vereinfacht auf 4.000 bzw. 20.000 Mann. Ihre Besoldung, für einen Reiter zehn Gulden, ab 1542 zwölf Gulden, und für einen Fußknecht vier Gulden, betrug pro Monat 128.000 Gulden. Diese Summe, ein Römermonat genannt, wurde zum Maßstab für die Beiträge der Kreise zur Kriegskasse. Der Anschlag konnte für einen Krieg verdoppelt oder vervielfacht werden („Duplum“, „Triplum“ usw.).
Nach den Reichsmatrikeln von 1681 sollte die Reichsarmee in Stärke von 12 000 Reitern und 28 000 Fußsoldaten im Kriegsfall von den 10 Reichskreisen gestellt werden; sie konnte im Bedarfsfall vergrößert werden.
Auch wenn die Truppen im Kriegsfall dem kaiserlichen Oberkommando als Teil der Reichsarmee unterstellt wurden, verzichteten die Stände wie auch der Kreis als ganzer keineswegs darauf, wenigstens eine gewisse Kontrolle über die Regimenter zu behalten. Ein Einsatz gegen die Interessen des Kreises kam nicht in Frage. Auf den Kreistagen wurden Räte ernannt und dem Kreisobristen zugeordnet.

## Kreisassoziationen
Zeitweise schlossen sich einige Reichskreise zu Kreisassoziationen zur Verfolgung gemeinsamer Ziele zusammen. Diese geschah insbesondere in der Zeit nach dem Dreißigjährigen Krieg. Den Höhepunkt ihrer Bedeutung erlangten diese Zusammenschlüsse während des Spanischen Erbfolgekrieges.